# Förstakammarvalet i Sverige 1922
Förstakammarvalet i Sverige 1922 var ett val i Sverige till Sveriges riksdags första kammare. Valet hölls i den andra valkretsgruppen i september månad 1922 för mandatperioden 1923-1930.
Två valkretsar utgjorde den andra valkretsgruppen: Stockholms läns och Uppsala läns valkrets (10 mandat) och Västerbottens läns och Norrbottens läns valkrets (9 mandat). Ledamöterna utsågs av valmän från det landsting som valkretsarna motsvarade. För de städer som inte ingick i landsting var valmännen särskilda elektorer. Andra valkretsgruppen hade dock inga elektorer.
Val till den andra valkretsgruppen hade senast ägt rum sommaren 1921 (icke-ordinarie), sommaren 1919 (icke-ordinarie) och före det 1916 (ordinarie).

## Valresultat
| Parti                | Parti                                     | Partiledare                | Röster | Röster | Mandatfördelning | Mandatfördelning |
| Parti                | Parti                                     | Partiledare                | Antal  | +−     | Antal            | +−               |
| -------------------- | ----------------------------------------- | -------------------------- | ------ | ------ | ---------------- | ---------------- |
|                      | Frisinnade landsföreningen                | Raoul Hamilton             | 50     | ▬      | 6                | ▬                |
|                      | Sveriges socialdemokratiska arbetareparti | Hjalmar Branting           | 37     | ▬      | 5                | ▬                |
|                      | Allmänna valmansförbundet                 | Arvid Lindman              | 43     | ▬      | 5                | ▬                |
|                      | Bondeförbundet                            | Johan Andersson i Raklösen | 16     | ▬      | 2                | ▬                |
|                      | Sveriges kommunistiska parti              | Karl Kilbom                | 8      | ▬      | 1                | ▬                |
|                      | Sverges socialdemokratiska vänsterparti   | Ivar Vennerström           | 6      | ▼1     | 0                | ▬                |
| Antal giltiga röster | Antal giltiga röster                      | Antal giltiga röster       | 160    | ▼1     | 19               | ▬                |

- Av 161 valmän deltog 160 i valet. 1 valman från Uppsala läns landsting tillhörande Sverges socialdemokratiska vänsterparti deltog inte.
- 1 av de invalda högermännen betecknade sig som en vilde i riksdagen.

Valet medförde inte någon mandatförändring i första kammaren.

### Invalda riksdagsmän
Stockholms läns och Uppsala läns valkrets:
- Gustav Möller, s
- Gustaf Lagerbjelke, n
- Adolf Berge, s
- Carl Axel Reuterskiöld, bf
- Carl Gustaf Ekman, lib s
- Primus Wahlmark, s
- Hjalmar Hammarskjöld, vilde (invald på ett av högerns mandat)
- Teodor Julin, s
- Theodor Borell, n
- Eliel Löfgren, lib s[1]

Västerbottens läns och Norrbottens läns valkrets:
- John Almkvist, lib s
- Manne Asplund, s
- Olof Bergqvist, n
- Nils Gabrielsson, bf
- Paul Hellström, lib s
- Ewert Jonsson, lib s
- Herman Rogberg, n
- Gustav Rosén, lib s
- Carl Winberg, k